# Georges Verriest
Georges Verriest (* 15. Juli 1909 in Roubaix; † 11. Juli 1985 in Seclin, Département Nord) war ein französischer Fußballspieler und -funktionär.

## Spielerkarriere
Georges Verriest hat zeit seines Lebens, insgesamt 27 Jahre bis 1943, nur für einen einzigen Klub gespielt, nämlich Racing Roubaix. Diesem blieb der Mittelläufer auch treu, als der sich Mitte der 1930er ein Profistatut gab: Verriest blieb Amateur, weil er weiter in seinem Zivilberuf auf einem Schlachthof arbeiten wollte. Er war der „typische Vertreter des nordfranzösischen Fußballs“, eher robust als technisch beschlagen, auch als Mannschaftsführer mehr rau als herzlich, aber von kämpferischer Einstellung – „rein und hart“ eben. Mit seinen Roubaisiens, die 1936 in die Division 1 auf- und 1939 wieder abstiegen, konnte er zwar keinen Meistertitel erringen – die beste Platzierung gelang mit Rang acht in der Saison 1937/38 –, aber er stand zweimal im Endspiel des Pokalwettbewerbs: jedoch behielt 1932 die AS Cannes mit 1:0 die Oberhand, 1933 war es der Lokalrivale Excelsior AC Roubaix, der nach 3:1-Sieg den Pokal im Olympiastadion von Colombes entgegennehmen durfte. 1934 kam seine Elf noch einmal bis ins Pokalhalbfinale, bei dem dann Olympique Marseille (0:1) das three in a row verhinderte.
Zwischen April 1933 und Februar 1936 bestritt Georges Verriest, gleichfalls als damals einziger Nicht-Profi, insgesamt 14 A-Länderspiele für die französische Nationalelf. Er gehörte 1934 zum Aufgebot der Bleus bei der WM in Italien, wo er in deren einzigem Spiel gegen Österreich auch eingesetzt wurde, mit der Manndeckung von Matthias Sindelar beauftragt war und in der Verlängerung per Foulelfmeter den 2:3-Endstand besorgte. Dies blieb sein einziger Treffer für die Équipe tricolore. Außerdem spielte er viele Jahre in der nordfranzösischen Fußballauswahl.

## Funktionärslaufbahn
Während Krieg und Besetzung in den 1940ern arbeitete er als Funktionär bei seinem RC Roubaix, war deshalb 1945 in vorderster Front an den Fusionsverhandlungen beteiligt, aus denen der „Großverein“ CO Roubaix-Tourcoing hervorging, der 1947 überraschend französischer Meister wurde. Auch in dessen Vereinsführung arbeitete er einige Zeit, bevor er als Vorsitzender des 1963 wiedergegründeten Amateurklubs RC Roubaix bzw. von dessen Nachfolgeverein amtierte. Daneben war er trotz seiner beruflichen Beanspruchung mehrere Jahre lang Mitglied des Vorstandsgremiums (comité directeur) von Lille OSC.
Nach dem Unfalltod von Paul Nicolas wurde er im Juni 1959 an der Seite von Alex Thépot und Jean Gautheroux einer der drei Sélectionneurs des französischen Verbandes FFF, also Mitglied des Gremiums, das die Spieler auswählte, die in die Nationalmannschaft berufen wurden, und in letzter Instanz auch über ihren Einsatz entschied. Von Oktober 1960 bis Juli 1964 war er alleiniger Sélectionneur. Als eigentliche Nationaltrainer fungierten während dieser Zeit anfangs Albert Batteux, anschließend Henri Guérin. Verriest war der letzte Inhaber dieses Amtes; danach gab es auch in Frankreich den hauptverantwortlichen Nationaltrainer.
Seine Sturheit war der Anlass dafür, dass einer der größten Fußballer des Landes, Raymond Kopa, seine Nationalelfkarriere 1962 vorzeitig beendete (Genaueres siehe dort).
Georges Verriest erlag kurz vor seinem 76. Geburtstag einem Herzinfarkt.